# Faux bourdon
Ne pas confondre avec le faux-bourdon (qui s'écrit avec un trait d'union), une forme de chant.
Ne pas confondre avec le bourdon, un insecte distinct, appartenant au genre Bombus.
 (janvier 2017).
Si vous disposez d'ouvrages ou d'articles de référence ou si vous connaissez des sites web de qualité traitant du thème abordé ici, merci de compléter l'article en donnant les références utiles à sa vérifiabilité et en les liant à la section « Notes et références ».

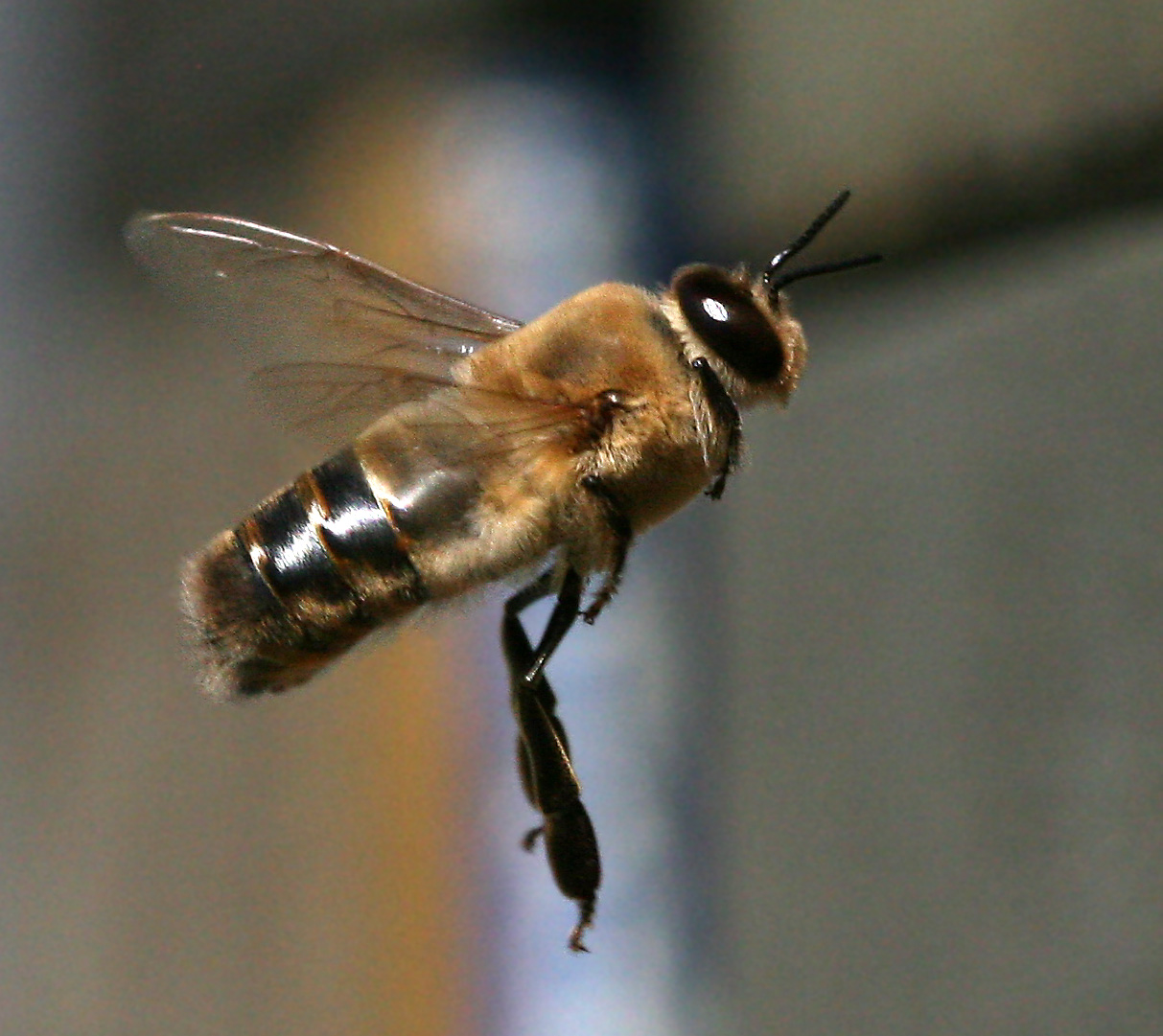
Faux bourdon en vol.

Un faux bourdon (parfois appelé aussi abeillaud ou bourdon) est le mâle de l'abeille. Il est important de le distinguer du bourdon en tant que tel, un animal différent, du genre Bombus. Le faux bourdon est le produit de l'éclosion d'un œuf non fécondé. Contrairement à l'abeille ouvrière femelle, il ne possède pas de dard et ne récolte ni nectar ni pollen. Avant toute chose, son rôle consiste à s'accoupler avec une reine fertile lors du vol nuptial, auquel il ne survit habituellement pas.

## Génétique

### Parthénogenèse

Les faux bourdons sont haploïdes, résultat de l'éclosion d'un œuf non fécondé, par parthénogenèse arrhénotoque.

Les faux bourdons sont le produit d’œufs non fécondés. C'est donc dire qu'ils ont une mère, la reine de la ruche qui a pondu les œufs, mais pas de père. Ce mode de reproduction est appelé parthénogenèse arrhénotoque. Ce sont donc des organismes haploïdes, qui n'ont qu'un seul jeu de seize chromosomes, hérités de leur mère. Par comparaison, les ouvrières naissent d’œufs fécondés et sont diploïdes : elles possèdent ainsi deux jeux de seize chromosomes, pour un total de trente-deux chromosomes.
Puisque le faux bourdon n'a qu'une mère, et pas de père, son arbre généalogique est particulier. La première génération compte un membre (le mâle). La génération précédente compte également un seul membre (la mère). La génération grand-parente compte deux membres (le père de la mère et la mère de la mère). Celle qui précède compte trois membres. Celle encore avant a cinq membres. Lorsqu'on recense ces effectifs, on obtient la séquence 1, 1, 2, 3, 5, 8,... soit la suite de Fibonacci.

### Système de détermination sexuelle haplodiploïde
Le fait que le sexe de l'abeille soit déterminé par le nombre de chromosomes reçus s'appelle système de détermination sexuelle haplodiploïde. Il existe beaucoup de controverses dans la littérature scientifique au sujet de la dynamique et des avantages que procure ce système. Dans tous les cas, les faux bourdons ont deux fonctions de reproduction au sein de ce système. Au cours de sa vie, un faux bourdon passe d'un seul œuf non fécondé pondu par la reine à un individu capable de produire environ dix millions de gamètes mâles (spermatozoïdes) génétiquement identiques. Il sert aussi de véhicule génétique lorsqu'il s'accouple avec une nouvelle reine pour féconder ses œufs. Cette fécondation a ceci de particulier qu'elle assemble les patrimoines génétiques de deux femelles : celui de la reine qui a engendré le bourdon, et celui de la reine fécondée par le bourdon. Cette fertilisation, nécessaire à la propagation de l'espèce, engendre notamment toutes les abeilles femelles ouvrières.
Tous les spermatozoïdes produits par un faux bourdon sont génétiquement identiques. À cause de cela, les abeilles ouvrières sont des sœurs plus étroitement apparentées que les sœurs d'autres animaux où les spermatozoïdes ne sont pas identiques.
Un type particulier d'abeille ouvrière, les ouvrières pondeuses, pond exclusivement des œufs non fécondés, qui se développent eux aussi en faux bourdons. Cependant, dans certaines sous-espèces d'abeilles mellifères, les ouvrières pondeuses produisent également des descendants diploïdes (et donc des femelles) par un processus appelé parthénogenèse thélytoque, dans lequel un second jeu de chromosomes provient des globules polaires formés au cours de l'anaphase II de la méiose, et non d'un spermatozoïde.

## Anatomie
L'anatomie du faux bourdon est déterminée par sa fonction, comme c'est souvent le cas en biologie. Fait pour l'accouplement, il est exclu des activités de récolte de nectar et pollen, et est incapable de se défendre. Ainsi, il est dénué des glandes produisant la cire, de structures de récolte du pollen sur ses pattes, et n'a pas non plus de dard. Par contre, puisque repérer et s'accoupler avec une reine en plein vol est critique dans son cycle de vie, il profite de diverses adaptations lui permettant de mieux voir et d'endurer le vol plus longtemps. 
Ainsi, un faux bourdon se caractérise par des yeux deux fois plus grands que ceux des abeilles ouvrières et des reines. Ses yeux comptent davantage de facettes, jusqu'à 8 600, alors que ceux des ouvrières n'en comptent que 6 900 au plus, du moins chez l'abeille mellifère. Ses antennes, utilisées pour l'olfaction et probablement pour repérer une reine, contiennent dix fois plus de récepteurs que celles des ouvrières. Les muscles du vol sont également mieux développés chez le faux bourdon. Il a un corps plus volumineux que celui des abeilles ouvrières, bien que généralement plus petit que celui de la reine. Son abdomen est plus trapu que celui des ouvrières ou de la reine.

## Rôle
La fonction centrale des faux bourdons est de féconder une reine réceptive. Les faux bourdons d'une ruche ne s'accouplent habituellement pas avec une reine vierge dans la même ruche, car ils vont de ruche en ruche, permettant donc un certain brassage génétique. L'accouplement a généralement lieu dans ou à proximité de zones de congrégation de mâles (DCA - Drone Congregation Area) où se réunissent les faux bourdons. On ne comprend pas exactement comment ces zones sont sélectionnées.
Même si les faux bourdons sont conçus principalement pour l'accouplement, la plupart meurent sans jamais y parvenir, soit parce qu'ils deviennent trop vieux, soit parce qu'ils sont évincés par les ouvrières. 
Dans les régions avec des hivers rigoureux, tous les faux bourdons sont chassés de la ruche à l'automne. Une colonie commence à produire des faux bourdons au printemps et leur population atteint son apogée à la fin du printemps et au début de l'été, coïncidant avec l'essaimage. L'espérance de vie d'un faux bourdon est d'environ 90 jours.
Bien que le faux bourdon soit presque entièrement spécialisé pour effectuer sa fonction d'accouplement, il n'est pas complètement sans autre utilité pour la ruche. En effet, toutes les abeilles, lorsqu'elles ressentent que la température de la ruche s'écarte des limites habituelles, vont soit générer de la chaleur en vibrant de tout leur corps, soit évacuer de la chaleur en chassant l'air chaud avec leurs ailes. Dans les dernières observations, les faux bourdons jouent un rôle dans la ventilation de la ruche et dans le maintien de la température du couvain la nuit, ils joueraient aussi un rôle de stimulation de l'activité des ouvrières. Des ruches sans faux bourdons auraient une productivité de miel réduite de 20 à 30%.

## Comportement
Les faux bourdons n'ont pas le même comportement que les abeilles ouvrières, comme pour la récolte de nectar ou de pollen, le soin des larves, ou encore la construction de la ruche. Même s'ils sont dépourvus de dards, ils peuvent cependant faire aller et venir leur abdomen afin d'effrayer le perturbateur [réf. nécessaire]. Chez certaines espèces, ils vont voler autour de l'intrus pour le désorienter.
Les faux bourdons volent beaucoup en début d'après-midi et se rassemblent en groupe dans des zones à bonne distance de la ruche. Les faux bourdons passent la majeure partie de leur vie adulte ainsi réunis dans ces essaims, comptant de quelques centaines à quelques milliers d'individus, et ils sont parfois visités par une reine en quête de fécondation. Contrairement aux ouvrières, les bourdons peuvent aller de ruche en ruche. 
Une colonie compte en moyenne un pic de deux cents faux bourdons au cours de l'été.

## Maturité sexuelle
Le faux bourdon atteint sa pleine maturité sexuelle environ douze à quinze jours après sa naissance. Un cadre Dadant à mâles peut donner naissance à deux mille mâles et donc féconder théoriquement cent reines. Afin d'assurer une bonne fécondation des reines vierges, il faut une certaine densité de mâles dans les zones de rassemblement de mâles (congrégations compactes de diamètre allant de 30 à 200 m, généralement à une altitude comprise entre 10 et 40 m au-dessus du sol). On conseille donc d'attendre au moins un mois entre l'apparition des premiers mâles et la division artificielle d'essaim.

## Accouplement et organes reproducteurs
Le pénis du faux bourdon est conçu pour éjecter une grande quantité de liquide séminal et spermatozoïdes avec vitesse et force. Le pénis est interne, c'est un endophallus. Pendant l'accouplement, l'organe est mis en éversion (retourné, comme un gant) pour pénétrer à l'intérieur du corps de la reine. L'éversion du pénis est réalisée par la contraction des muscles abdominaux, ce qui augmente la pression de l'hémolymphe, et fait « gonfler » le pénis. À la base du pénis se trouvent de petits crochets utilisés pour agripper la reine.
L'accouplement entre un faux bourdon et la reine dure moins de cinq secondes, et il est souvent complet après un délai de une à deux secondes. L'accouplement se produit en plein vol, de 10 à 40 m au-dessus du sol. Puisque la reine s'accouple avec 5 à 19 mâles, et que ceux-ci ne survivent pas à l'accouplement, chaque mâle doit mettre son unique chance à profit. Le faux bourdon entre d'abord en contact par le haut de la reine, son thorax au-dessus de son abdomen, à califourchon sur elle. Puis il la saisit avec ses six pattes et procède à l'éversion de son endophallus dans l'orifice que la reine utilise pour piquer. Si cet orifice n'est pas complètement ouvert, l'accouplement est un échec. Une fois l'endophallus en éversion, le mâle est paralysé, et est projeté vers l'arrière quand il éjacule. Le processus d'éjaculation est explosif : le sperme est projeté dans la poche de l'aiguillon de la reine jusque dans l'oviducte. Le processus est parfois audible, et s'apparente à un « pop » sonore. L'éjaculation est si puissante qu'elle rompt l'endophallus, et déconnecte le faux bourdon de la reine. Le bulbe au bout de l'endophallus se casse et reste à l'intérieur de la reine lors de l'accouplement. Les faux bourdons ne survivent donc pas à la copulation. Les restes du pénis dans la poche de l'aiguillon de la reine sont considérés comme un signe de l'accouplement. Ce reste n'empêchera pas d'autres mâles de venir s'accoupler avec la même reine, mais peut empêcher le sperme de s'écouler hors du vagin.
Environ 90 millions de spermatozoïdes sont déposés par divers mâles dans les oviductes de la femelle. De ceux-ci, environ sept millions sont stockés dans un organe appelé spermathèque, dont la réserve de gamètes sert à féconder les œufs des reines au cours de sa vie. Si une reine épuise cette réserve, les ouvrières produiront une nouvelle reine pour lui succéder.

## Apiculture
En apiculture, la génétique des nouvelles générations peut être mieux contrôlée en inséminant artificiellement une reine avec les faux bourdons recueillis à partir d'une seule ruche, où la mère de ceux-ci est connue. Par contraste, dans la nature, une reine s'accouple avec plusieurs faux bourdons, qui peuvent venir de ruches différentes. Par conséquent, dans la nature, la progéniture femelle d'une reine a parfois des pères d'origines génétiques distinctes.
Les apiculteurs peuvent élever des faux bourdons pour l'insémination artificielle ou pour l'accouplement libre. Cette dernière technique nécessite de nombreux faux bourdons pour qu'elle soit couronnée de succès.

## Varroa destructor

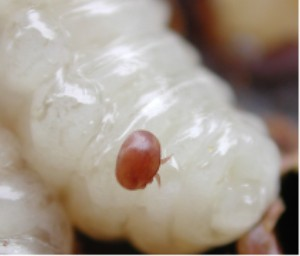
Le Varroa, acarien sur une larve de faux bourdon.

Le Varroa destructor est un acarien parasite qui se propage dans les alvéoles d'abeilles. La femelle Varroa préfère les cellules de couvain d’abeilles mâles qu’elle distingue à l’odeur. Les mâles garantissent une plus longue période de développement, ce qui est important pour la propagation du parasite.